# Coursetia chiapensis
Coursetia chiapensis är en ärtväxtart som beskrevs av Matt Lavin och Mario Sousa. Coursetia chiapensis ingår i släktet Coursetia, och familjen ärtväxter. Inga underarter finns listade i Catalogue of Life.